# Alloukirou
Alloukirou est un village du Cameroun situé dans la Région de l'Extrême-Nord, le département du Diamaré, l’arrondissement de Bogo, et le canton de Guinelaye. 

## Population
En 1975, la localité comptait 70 habitants du peuple Mousgoum.
Lors du recensement de 2005, on y a dénombré 207 habitants, dont 109 hommes et 98 femmes.